# Allen Swift
Ira Stadlen, känd som Allen Swift, född 16 januari 1924, död 18 april 2010, var en amerikansk röstskådespelare. Allens röst användes i tecknade filmer.